# Ronilački klub Crveno jezero
Ronilački klub Crveno jezero Imotski utemeljen je 1998. godine. Utemeljen je kao klub nekolicine entuzijasta iz Imotskog koji su bili članovi drugih klubova ili su ronili u vojsci, a već prve godine klub sudjeluje u velikoj međunarodnoj ronilačkoj ekspediciji u Crvenom jezeru.
Klub je član Hrvatskog ronilačkog saveza i Zajednice tehničke kulture, a od 2011. članovi kluba su pripadnici i specijalističke postrojbe Civilne zaštite te HGSS-a. 
Članovi kluba zaronili su u sva jezera Imotske krajine, a u nekoliko od njih to su bili i prvi zaroni uopće. Posebno zahtjevni su bili zaroni u Galipovac i Crveno jezero, a sudjelovali su i u velikom istraživanju Crvenog jezera 2013. godine.